# جیبیک‌لی پایین
جیبیک‌لی پایین (ترکی آذربایجانی: Aşağı Cibikli) یک منطقهٔ مسکونی در جمهوری آرتساخ است که در استان کاشاتاق واقع شده‌است.